# مهرداد عابدی
مهرداد عابدی از استادان برجسته ماشین‌های الکتریکی و سیستم‌های قدرت و از صاحب نظران در زمینه برق و سیستم‌های قدرت می‌باشد. وی عضو هیئت علمی دانشکده مهندسی برق دانشگاه صنعتی امیر کبیر است. او با تألیف و ترجمه تعداد بسیاری از کتب مهندسی برق سهم به سزایی در گسترش و توسعه علوم مهندسی برق ایران داراست

## تحصیلات
مهرداد عابدی تحصیلات متوسطه را در سال ۱۳۴۵ در دبیرستان البرز به پایان رساند. پس از آن لیسانس مهندسی برق را از دانشگاه تهران، فوق لیسانس قدرت را با گرایش ماشین های الکتریکی ( ۱۹۷۳ ) از کالج سلطنتی لندن و دکترای قدرت ( ۱۹۷۷ ) را با همان گرایش از دانشگاه نیوکاسل انگلستان اخذ نمود.

## افتخارات
- محقق برجسته توسط وزارت نیرو (۱۳۶۹)
- مترجم نمونه توسط دانشگاه تهران (۱۳۷۳)
- مترجم نمونه از طرف شورای انرژی کشور (۱۳۸۰)
- استاد نمونه کشور (۱۳۸۰)
- برنده جایزه کتاب ممتاز دانشگاه‌های کشور، دانشگاه تهران ۱۳۷۳
- انتخاب کتاب بررسی سیستم‌های قدرت ایشان به عنوان کتاب فصل جمهوری اسلامی ایران ۱۳۹۲

## سوابق
- استاد و عضو قطب علمی قدرت دانشکده برق دانشگاه صنعتی امیرکبیر
- عضو فرهنگستان علوم ایران (شاخه مهندسی برق)
- ریاست دانشکده مهندسی برق دانشگاه صنعتی امیر کبیر (۱۳۸۴-۱۳۶۲)
- مدیریت مجله علمی-پژوهشی امیرکبیر
- مدیریت کل پژوهشی دانشگاه امیرکبیر
- عضو هیئت مؤسس موسسه آموزش عالی غیرانتفاعی اکباتان
- ریاست بخش مهندسی فرهنگستان علوم
- استاد دانشگاه تفرش (دانشگاه صنعتی امیرکبیر واحد تفرش)
- استاد سال های دور دانشگاه شهاب دانش قم

## کتاب‌ها و مقالات
ایشان تا کنون بیش از 55 جلد کتاب تألیف نموده‌اند. 
لیست برخی از کتاب‌های ترجمه و تألیف شده توسط ایشان در زیر آمده است: 
- بررسی سیستمهای مدرن انرژی الکتریکی
- اصول و مبانی مدارهای الکتریکی
- مدارهای الکتریکی
- مبانی ماشین‌های الکتریکی: ماشین‌های جریان مستقیم، ماشین‌های جریان متناوب
- اصول و مبانی سیستمهای کنترل
- مبانی ماشینهای الکتریکی: ماشینهای جریان مستقیم، ماشینهای جریان متناوب (جلد ۱ و DC) + (AC) (۲)
- ماشینهای الکتریکی: تحلیل، بهره برداری، کنترل
- راهنمای حل مسائل مدارهای الکتریکی
- بررسی سیستم‌های قدرت
- نمونه مسایل امتحانی، مدارهای الکتریکی
- مدارهای الکتریکی I
- مدارهای الکتریکی II
- مبانی مهندسی برق، مدارهای الکتریکی
- مبانی مهندسی برق: ماشینهای الکتریکی AC-DC
- ماشین‌های الکتریکی: ماشینهای القایی (آسنکرون)
- ماشین‌های الکتریکی: ماشین‌های سنکرون
- ماشین‌های الکتریکی: (ماشین‌های مخصوص)
- ماشین‌های الکتریکی
- ماشینهای الکتریکی: ترانسفورماتورها
- ماشین‌های الکتریکی: ماشین‌های جریان مستقیم (DC)
- اصول ماشینهای الکتریکی با کاربردهایی از الکترونیک قدرت
- مدارهای الکتریکی
- ریاضیات مهندسی[۱]
- و بیش از ۱۴۰ مقاله علمی در مجلات و کنفرانس‌های ملی و بین‌المللی